# Östra Kroktjärnen, Härjedalen
Östra Kroktjärnen är en sjö i Härjedalens kommun i Härjedalen och ingår i Ljusnans huvudavrinningsområde. Sjön har en area på 0,185 kvadratkilometer och ligger 908,7 meter över havet.

## Delavrinningsområde
Östra Kroktjärnen ingår i det delavrinningsområde (694974-131709) som SMHI kallar för Mynnar i Anderssjöån. Medelhöjden är 940 meter över havet och ytan är 9,18 kvadratkilometer. Det finns inga avrinningsområden uppströms utan avrinningsområdet är högsta punkten. Vattendraget som avvattnar avrinningsområdet har biflödesordning 4, vilket innebär att vattnet flödar genom totalt 4 vattendrag innan det når havet efter 412 kilometer. Avrinningsområdet består mestadels av skog (13 procent) och kalfjäll (81 procent). Avrinningsområdet har 0,29 kvadratkilometer vattenytor vilket ger det en sjöprocent på 3,2 procent.